# Gonomyia (Gonomyia) otiosa
Gonomyia (Gonomyia) otiosa is een tweevleugelige uit de familie steltmuggen (Limoniidae). De soort komt voor in het Neotropisch gebied.